# Cercle étudiant Attila Kaszás
 (signalé en août 2025).
Si vous disposez d'ouvrages ou d'articles de référence ou si vous connaissez des sites web de qualité traitant du thème abordé ici, merci de compléter l'article en donnant les références utiles à sa vérifiabilité et en les liant à la section « Notes et références ».
- Archive Wikiwix
- Bing
- Cairn
- DuckDuckGo
- E. Universalis
- Gallica
- Google
- G. Books
- G. News
- G. Scholar
- Persée
- Qwant
- (zh) Baidu
- (ru) Yandex
- (wd) trouver des œuvres sur Wikidata

Le Cercle étudiant Attila Kaszás (en hongrois : Kaszás Attila Diákkör, KAD) est une organisation étudiante hongroise créée en 2011. Elle rassemble les étudiants budapestois de la minorité magyare de Slovaquie. Elle est membre du Réseau étudiant rassemblant les organisations étudiantes de la diaspora magyare de Slovaquie et hébergée à Budapest par la fédération Rákóczi, dont l'objet est le maintien territorial des groupes magyarophones dans les différents pays du Bassin des Carpates. Elle porte le nom d'Attila Kaszás.